# Heroes of Might and Magic V: Hammers of Fate
Heroes of Might and Magic V: Hammers of Fate is een uitbreidingspakket voor het turn-based strategy spel Heroes of Might and Magic V. De uitbreiding is in november 2006 verschenen.

## Bekende inhoud
- Een nieuw ras, de Dwergen zal erin voorkomen. De Dwergen hebben hun eigen stad en beschikken over runen magie, een nieuw soort magie die grondstoffen in plaats van mana nodig heeft.
- Nieuwe neutrale monsters waaronder Wolven, Mummies en Manticores.
- 10 nieuwe scenario’s.
- 14 nieuwe voorwerpen
- 3 nieuwe campaigns van elk 5 scenario’s.
- Nieuwe singleplayer en multiplayer scenario’s.
- Caravans (voor het laatst gezien in Heroes of Might and Magic IV)
- Scenario editor.